# 埃丹·康奈利
埃丹·康奈利（英語：Aidan Connolly；1995年8月15日—）是一位蘇格蘭足球運動員。在場上的位置是前鋒。他現在效力於蘇格蘭足球超級聯賽球隊鄧迪聯足球俱樂部。他也代表蘇格蘭各級青年國家足球隊參賽。

## 外部連結
- 足球数据库：埃丹·康奈利的球员统计数据
- 埃丹·康奈利 — 蘇格蘭足球協會